# Patinação artística nos Jogos Olímpicos de Inverno de 2014 – Qualificação
A qualificação para os eventos da patinação artística nos Jogos Olímpicos de Inverno de 2014 foram realizadas através de duas competições internacionais. A seguir, estão as regras sobre a qualificação e atribuição de pontos para qualificação dos eventos da patinação artística nos Jogos Olímpicos de Inverno de 2014.

## Sistema de qualificação

### Qualificação do patinador
Não há qualificação individual de atleta para as Olimpíadas; a escolha de quais atletas serão enviados para os Jogos fica a critério do Comitê Olímpico Nacional de cada país. Cada Comitê Olímpico Nacional poderá inscrever no máximo 18 atletas, com um máximo de 9 homens ou 9 mulheres. Além disso, são permitidas apenas um máximos de três participações por evento.

### Qualificação do país
O número de entradas para os eventos da patinação artística nos Jogos Olímpicos é limitado por uma quota definida pelo Comitê Olímpico Internacional. Um total de 148 quotas estão disponíveis para os atletas para competir nos jogos. Serão 30 patinadores nos individuais masculino e feminino, 20 equipes nas duplas, e 24 equipes na dança no gelo. Além disso, 10 países serão qualificadas para competição por equipes.
Os países podem qualificar as vagas para os Jogos Olímpicos de Inverno de 2014 de duas maneiras. O país anfitrião, se não tiver já qualificado em um evento, é dada uma vaga.
A maior parte da qualificação ocorrerá no Campeonato Mundial de Patinação Artística no Gelo de 2013. No Campeonato Mundial, os países qualificados podem obter até três vagas em cada evento. O número de vagas múltiplas é o mesmo utilizado para o Campeonato Mundial e os países obtêm as vagas múltiplas para os Jogos Olímpicos e também para o Campeonato Mundial de Patinação Artística no Gelo de 2014.
Cada evento qualifica separadamente.
As vagas múltiplas de qualificação para os Jogos Olímpicos do Campeonato Mundial são as seguintes:
| Número de patinadores/duplas entrou no Mundial | Para obter 3 vagas para as Olimpíadas      | Para obter 2 vagas para as Olimpíadas      |
| ---------------------------------------------- | ------------------------------------------ | ------------------------------------------ |
| 1                                              | Lugar no top 2                             | Lugar no top 10                            |
| 2                                              | Total de posições é igual ou inferior a 13 | Total de posições é igual ou inferior a 28 |
| 3                                              | Top 2 de posições é igual ou inferior a 13 | Top 2 de posições é igual ou inferior a 28 |

- De acordo com a regra 378(2)do ISU, qualquer concorrente que se classificou para o programa curto recebe uma pontuação máxima de colocação de 18, e qualquer competidor que se classificou para o programa longo recebe uma pontuação máxima de colocação de 16.[2]

### Vagas para  qualificação disponíveis por torneio
Os resultados do Campeonato Mundial de 2013 determinou 83 vagas no total: 24 vagas em cada evento individual, 16 nas duplas, e 19 na dança no gelo. As vagas disponíveis foram atribuídas indo para baixo na lista de resultados, com as vagas múltiplas sendo atribuídas primeiro.
As vagas restantes foram preenchidas no Troféu Nebelhorn de 2013, entre 25 de setembro e 28 de setembro de 2013. Países que já tinham obtido uma vaga para os jogos Olímpicos não foram autorizados a obter mais vagas através desta competição. Ao contrário do Campeonato Mundial, onde os países poderiam obter mais de uma vaga, dependendo da colocação do patinador, no Troféu Nebelhorn, para os países que se classificaram foram distribuídos apenas uma vaga para os Jogos Olímpicos, independentemente da posição. Um total de 6 vagas para cada evento individual, 4 para duplas e 5 para dança no gelo, foram distribuídas no  Troféu Nebelhorn.
Se um país se recusar a usar uma ou mais de suas vagas, a vaga desocupada será atribuída utilizando os resultados do Troféu Nebelhorn na ordem de posicionamento descendente.
Para competição por equipes, serão tabulados as pontuações a partir das temporadas de 2012–2013 e 2013–2014 para estabelecer os dez países a participarem. Cada nação irá compilar uma pontuação de seu principal participante em cada uma das quatro disciplinas. O Grand Prix Final, que se realiza entre 5 de dezembro e 8 de dezembro, no Japão, será o evento final para afetar o resultado da competição por equipes.

## Países qualificados
| País                | Individual masculino | Individual feminino | Duplas | Dança no gelo | Equipes | Patinadores |
| ------------------- | -------------------- | ------------------- | ------ | ------------- | ------- | ----------- |
| GER Alemanha        | 1                    | 1                   | 2      | 2             | X       | 10          |
| AUS Austrália       | 1                    | 1                   | 0      | 1             |         | 4           |
| AUT Áustria         | 1                    | 1                   | 0      | 0             |         | 2           |
| AZE Azerbaijão      | 0                    | 0                   | 0      | 1             |         | 2           |
| BEL Bélgica         | 1                    | 0                   | 0      | 0             |         | 1           |
| BRA Brasil          | 0                    | 1                   | 0      | 0             |         | 1           |
| CAN Canadá          | 3                    | 2                   | 3      | 3             | X       | 17          |
| KAZ Cazaquistão     | 2                    | 0                   | 0      | 0             |         | 2           |
| CHN China           | 1                    | 2                   | 2      | 1             | X       | 9           |
| KOR Coreia do Sul   | 0                    | 3                   | 0      | 0             |         | 3           |
| SVK Eslováquia      | 0                    | 1                   | 0      | 0             |         | 1           |
| ESP Espanha         | 2                    | 0                   | 0      | 1             |         | 4           |
| USA Estados Unidos  | 2                    | 3                   | 2      | 3             | X       | 15          |
| EST Estônia         | 1                    | 1                   | 0      | 0             |         | 2           |
| PHI Filipinas       | 1                    | 0                   | 0      | 0             |         | 1           |
| FRA França          | 2                    | 1                   | 2      | 2             | X       | 11          |
| GEO Geórgia         | 0                    | 1                   | 0      | 0             |         | 1           |
| GBR Grã-Bretanha    | 1*                   | 1                   | 1      | 1             | X       | 6*          |
| ISR Israel          | 1                    | 0                   | 1      | 0             |         | 3           |
| ITA Itália          | 1                    | 2                   | 2      | 2             | X       | 11          |
| JPN Japão           | 3                    | 3                   | 1      | 1             | X       | 10          |
| LTU Lituânia        | 0                    | 0                   | 0      | 1             |         | 2           |
| NOR Noruega         | 0                    | 1                   | 0      | 0             |         | 1           |
| CZE República Checa | 2                    | 1                   | 0      | 0             |         | 3           |
| ROU Romênia         | 1                    | 0                   | 0      | 0             |         | 1           |
| RUS Rússia          | 1                    | 2                   | 3      | 3             | X       | 15          |
| SWE Suécia          | 1                    | 1                   | 0      | 0             |         | 2           |
| TUR Turquia         | 0                    | 0                   | 0      | 1             |         | 2           |
| UKR Ucrânia         | 1                    | 1                   | 1      | 1             | X       | 6           |
| UZB Uzbequistão     | 1                    | 0                   | 0      | 0             |         | 1           |
| Total: 30 CONs      | 31                   | 30                  | 20     | 24            | 10      | 149         |

- A Grã-Bretanha teve a permissão de trazer um patinador para os individual masculino para o país participar no evento por equipes, trazendo as entradas totais para 149 patinadores.
- Países qualificados para competição por equipes tem que utilizar os patinadores qualificados para as Olimpíadas. Se uma nação é inscrita na competição por equipes e falta a qualificação em todas as quatro disciplinas, podem ser inseridos um patinador ou uma dupla, tornando possível exceder o número de 148 vagas totais.

## Sumário de qualificados

### Individual masculino
| Evento                                                    | Local      | Atletas per CON | Qualificado                                                                                      | Total |
| --------------------------------------------------------- | ---------- | --------------- | ------------------------------------------------------------------------------------------------ | ----- |
| Campeonato Mundial de Patinação Artística no Gelo de 2013 | London     | 3               | CAN Canadá JPN Japão                                                                             | 24    |
| Campeonato Mundial de Patinação Artística no Gelo de 2013 | London     | 2               | KAZ Cazaquistão ESP Espanha USA Estados Unidos FRA França CZE República Checa                    | 24    |
| Campeonato Mundial de Patinação Artística no Gelo de 2013 | London     | 1               | GER Alemanha CHN China UZB Uzbequistão RUS Rússia SWE Suécia BEL Bélgica AUT Áustria EST Estônia | 24    |
| Troféu Nebelhorn de 2013                                  | Oberstdorf | 1               | ISR Israel ROU Romênia PHI Filipinas AUS Austrália UKR Ucrânia ITA Itália                        | 6     |
| TOTAL                                                     |            |                 |                                                                                                  | 30    |

### Individual feminino
| Evento                                                    | Local      | Atletas per CON | Qualificado                                                                                | Total |
| --------------------------------------------------------- | ---------- | --------------- | ------------------------------------------------------------------------------------------ | ----- |
| Campeonato Mundial de Patinação Artística no Gelo de 2013 | London     | 3               | KOR Coreia do Sul JPN Japão USA Estados Unidos                                             | 24    |
| Campeonato Mundial de Patinação Artística no Gelo de 2013 | London     | 2               | ITA Itália CHN China CAN Canadá RUS Rússia                                                 | 24    |
| Campeonato Mundial de Patinação Artística no Gelo de 2013 | London     | 1               | FRA França SWE Suécia UKR Ucrânia EST Estônia SVK Eslováquia GER Alemanha GBR Grã-Bretanha | 24    |
| Troféu Nebelhorn de 2013                                  | Oberstdorf | 1               | AUS Austrália GEO Geórgia NOR Noruega AUT Áustria CZE República Checa BRA Brasil           | 6     |
| TOTAL                                                     |            |                 |                                                                                            | 30    |

### Duplas
| Evento                                                    | Local      | Pairs per CON | Qualificado                                                     | Total |
| --------------------------------------------------------- | ---------- | ------------- | --------------------------------------------------------------- | ----- |
| Campeonato Mundial de Patinação Artística no Gelo de 2013 | London     | 3             | RUS Rússia CAN Canadá                                           | 16    |
| Campeonato Mundial de Patinação Artística no Gelo de 2013 | London     | 2             | GER Alemanha CHN China FRA França USA Estados Unidos ITA Itália | 16    |
| Campeonato Mundial de Patinação Artística no Gelo de 2013 | London     | 1             | —                                                               | 16    |
| Troféu Nebelhorn de 2013                                  | Oberstdorf | 1             | GBR Grã-Bretanha UKR Ucrânia EST Estônia ISR Israel JPN Japão   | 4     |
| TOTAL                                                     |            |               |                                                                 | 20    |

Note: Nascido na Rússia,  Alexander Zaboev teve negado a nacionalidade estônia, e, portanto, não pode competir nos Jogos Olímpicos com sua parceira Natalja Zabijako.

### Dança no gelo
| Evento                                                    | Local      | Pairs per CON | Qualificado                                               | Total |
| --------------------------------------------------------- | ---------- | ------------- | --------------------------------------------------------- | ----- |
| Campeonato Mundial de Patinação Artística no Gelo de 2013 | London     | 3             | USA Estados Unidos CAN Canadá RUS Rússia                  | 19    |
| Campeonato Mundial de Patinação Artística no Gelo de 2013 | London     | 2             | ITA Itália FRA França GER Alemanha                        | 19    |
| Campeonato Mundial de Patinação Artística no Gelo de 2013 | London     | 1             | GBR Grã-Bretanha UKR Ucrânia LTU Lituânia AZE Azerbaijão  | 19    |
| Troféu Nebelhorn de 2013                                  | Oberstdorf | 1             | CHN China TUR Turquia AUS Austrália JPN Japão ESP Espanha | 5     |
| TOTAL                                                     |            |               |                                                           | 24    |

### Equipes
|  | Qualificado para as Olimpíadas |  | Nação reserva para as Olimpíadas |  | Não elegível para as Olimpíadas |

| rank | Equipe              | 2012–2013 | 2013–14 | Total |
| ---- | ------------------- | --------- | ------- | ----- |
| 1    | CAN Canadá          | 3826      | 2227    | 6053  |
| 2    | RUS Rússia          | 2911      | 2548    | 5459  |
| 3    | USA Estados Unidos  | 3142      | 2132    | 5274  |
| 4    | JPN Japão           | 2009      | 2053    | 4062  |
| 5    | ITA Itália          | 2475      | 1232    | 3707  |
| 6    | FRA França          | 2218      | 1408    | 3626  |
| 7    | CHN China           | 2062      | 1547    | 3609  |
| 8    | GER Alemanha        | 2143      | 1453    | 3596  |
| 9    | KOR Coreia do Sul   | 1424      | 528     | 1952  |
| 10   | ESP Espanha         | 1283      | 324     | 1607  |
| 11   | KAZ Cazaquistão     | 1080      | 517     | 1597  |
| 12   | UKR Ucrânia         | 991       | 537     | 1528  |
| 13   | CZE República Checa | 679       | 645     | 1324  |
| 14   | GBR Grã-Bretanha    | 776       | 485     | 1261  |
| 15   | AUS Austrália       | 650       | 284     | 934   |
| 16   | SWE Suécia          | 505       | 426     | 931   |
| 17   | UZB Uzbequistão     | 572       | 191     | 763   |
| 18   | BLR Bielorrússia    | 451       | 284     | 735   |
| 19   | EST Estônia         | 671       | 0       | 671   |
| 20   | FIN Finlândia       | 357       | 241     | 598   |